# XAVC
XAVCは、ソニーによって2012年に導入された録画フォーマットであり、製品を製造したい企業にライセンス供与されるフォーマットである。2012年10月30日にリリースされた。

## 技術的な詳細
XAVCは、H.264/MPEG-4 AVC のレベル5.2を使用する。これは、そのビデオ規格でサポートされている最高レベルである。XAVCは、最大60フレーム/秒（fps）で4K解像度（4096×2160および3840×2160）をサポートできる。XAVCは、8、10、および12ビットの色深度をサポートする。クロマサブサンプリングは、4:2:0、4:2:2、または4:4:4にすることができる。マテリアル エクスチェンジ フォーマット（MXF）は、デジタルコンテナフォーマットに使用できる。
XAVCは、フレーム内記録や長いグループ写真（GOP）記録など、幅広いコンテンツ制作を可能にする。

## XAVC S
2013年4月7日、ソニーはXAVC SのリリースによりXAVCを消費者市場に拡大したことを発表した。XAVC Sは最大3840×2160の解像度をサポートし、コンテナ形式として、MP4を使用し、いずれかを使用する。オーディオはAACまたはLPCMをサポートしている。FDR-AX100 および HDR-AS100V などで使用されており、α7S や一部の民生用スチルカメラ（RX10など）もXAVC Sに対応している。

## ハードウェア
2012年11月14日、ソニーはXAVCを使用する消費者向け製品をリリースする可能性があると発表した。
2014年3月、ソニーはXAVC Sを使用した民生用ビデオカメラ、FDR-AX100 を発売した。最大解像度は3840 x 2160、ビットレートは 60Mbit/s。12倍光学ズームに対応し、SDXCメモリーカードに記録する。
2015年2月、ソニーはXAVC Sを使用した民生用ビデオカメラ、FDR-AX33 を発売した。最大解像度は3840 x 2160で、ビットレートは 100Mbit/s に増加した。10倍の光学ズームに対応し、SDXCメモリーカードに記録する。
2015年の晩秋、ソニーはHXR-NX3のファームウェアアップデート（バージョン2.0）をリリースした。これにより、AVCHDに加えてXAVC S 形式での録画に対応する。

## 参照
- H.264/MPEG-4 AVC - XAVCで使用されるビデオ規格
- SxS - ソニーが使用するフラッシュメモリ規格
- AVCHD - 低レベルのH.264/MPEG-4 AVCを使用する記録フォーマット
- AVC-Intra - 低レベルのH.264/MPEG-4 AVCを使用する録画フォーマット